# Jacques Ertaud
Jacques Fernand Louis Ertaud (Paris, 18 de novembro de 1924 - Paris, 18 de novembro de 1995) foi um cineasta, explorador e desportista francês.
Perdeu o pai ainda jovem e é acompanhado pelo espeleólogo Raymond Gaché que é um velho amigo de Marcel Ichac que faz parte do Grupo de Bleau e por sua vez inicia J. Ertaud no cinema  em particular ao filme documentário como e explica numa entrevista dada ao Montagne Magazine .
Participa em expedições com Comandante Cousteau na La Calypso, filma a descida a esqui da face norte do Monte Branco por Lionel Terray.

## Filmografia
- Premier de cordée (1999). Telefilme
- Les Allumettes suédoises (1996). Folhetim TV
- Un jour avant l'aube (1994). Filme TV
- Les Étoiles de midi (1958), corealizado com Marcel Ichac, Grand prix du cinéma français, 1959.